# مرگ قو
«مرگ قو» عنوان یکی از مشهورترین شعرهای مهدی حمیدی شیرازی است.

## بازآفرینی
عباس مهرپویا این شعر را در آلبومی با همین نام اجرا کرده است. این شعر همچنین در یکی از قطعات آلبوم بزن باران از حبیب اجرا شده است.